# Malta op het Eurovisiesongfestival 2021
Malta nam deel aan het Eurovisiesongfestival 2021 in Rotterdam, Nederland. Het was de 33ste deelname van het land aan het Eurovisiesongfestival. PBS was verantwoordelijk voor de Maltese bijdrage voor de editie van 2021.

## Selectieprocedure
Nadat in maart 2020 het Eurovisiesongfestival 2020 werd geannuleerd vanwege de COVID-19-pandemie, maakte PBS op 18 mei 2020 bekend dat het ook in 2021 zou deelnemen aan het Eurovisiesongfestival. Destiny Chukunyere, die via de nationale finale het voorrecht had gewonnen om haar vaderland te vertegenwoordigen op het Eurovisiesongfestival 2020, werd door de omroep intern geselecteerd voor deelname aan de komende editie van het festival.
Het nummer waarmee ze naar Rotterdam zou afzakken werd op 15 maart 2021 vrijgegeven. Het kreeg als titel Je me casse.

## In Rotterdam
Malta trad aan in de eerste halve finale, op dinsdag 18 mei 2021. Destiny Chukunyere was als zestiende en laatste act aan de beurt, net na Go_A uit Oekraïne. Malta wist uiteindelijk de eerste halve finale overtuigend te winnen, met 325 punten, 58 meer dan de tweede, Oekraïne.
In de finale was Destiny Chukunyere als zesde van 26 acts aan de beurt, net na Manizja uit Rusland en gevolgd door The Black Mamba uit Portugal. Uiteindelijk eindigde Malta op de zevende plaats, met 255 punten.
1971 · 1972 · 1973-1974 · 1975 · 1976-1990 · 1991 · 1992 · 1993 · 1994 · 1995 · 1996 · 1997 · 1998 · 1999 · 2000 · 2001 · 2002 · 2003 · 2004 · 2005 · 2006 · 2007 · 2008 · 2009 · 2010 · 2011 · 2012 · 2013 · 2014 · 2015 · 2016 · 2017 · 2018 · 2019 · 2020 · 2021 · 2022 · 2023 · 2024 · 2025
Albanië · Australië · Azerbeidzjan · België · Bulgarije · Cyprus · Denemarken · Duitsland · Estland · Finland · Frankrijk · Georgië · Griekenland · Ierland · IJsland · Israël · Italië · Kroatië · Letland · Litouwen · Malta · Moldavië · Nederland · Noord-Macedonië · Noorwegen · Oekraïne · Oostenrijk · Polen · Portugal · Roemenië · Rusland · San Marino · Servië · Slovenië · Spanje · Tsjechië · Verenigd Koninkrijk · Zweden · Zwitserland